# Darrylia kleinrosa
Darrylia kleinrosa é uma espécie de gastrópode do gênero Darrylia, pertencente a família Horaiclavidae.